# José Margulies
José Margulies, també conegut com a José Lázaro o José Lázaro Margulies (Buenos Aires, 12 d'agost de 1939) és un empresari brasiler, directiu i principal accionista de Valente Corp. i Somerton Ltd., empreses de màrqueting i gestió d'esdeveniments esportius.
Originari de l'Argentina, José Margulies va emigrar al Brasil de ben jove i durant més de vint anys va treballar per l'empresa Traffic Group en la venda i comercialització de drets de gestió i retransmissió de competicions esportives.
José Margulies va ser, fins a l'any 2004, l'home de confiança de J. Hawilla, el poderós empresari brasiler fundador i propietari de Traffic Group.
El maig de 2015 va ser acusat de diversos delictes de corrupció per la justícia estatunidenca i, el gener de 2020, va ser condemnat per un tribunal de Nova York a dos anys de llibertat condicional i a restituir més de nou milions de dòlars per la seva implicació en el cas Fifagate.

## Fifagate
El 27 de maig de 2015, José Margulies va ser un dels cinc empresaris, dues empreses i nou alts executius de la FIFA acusats per l'FBI de diversos delictes de corrupció en el marc de l'operació coneguda com a cas Fifagate, que va conduir a l'arrest, per part de la policia suïssa, de set d'aquests executius a l'Hotel Baur au Lac de Zúric.
El 3 de juny de 2015, la interpol va emetre ordres de recerca i captura per a José Margulies i els altres empresaris i directius de la FIFA, implicats en el cas Fifagate, que es trobaven fugits de la justícia.
El 18 d'abril de 2016, la justícia federal estatunidenca va fer públiques les confessions de José Margulies, fetes el novembre de 2015, en les que admetia la seva culpabilitat en la milionària corrupció del cas Fifagate i pactava amb la fiscalia la devolució dels milions de dòlars obtinguts il·lícitament.
José Margulies va confessar el seu paper d'intermediari, a través de les seves empreses Valente Corp i Somerton Ltd, per transferir diners de suborns de les empreses Torneos i Traffic a dirigents esportius.
El 25 de novembre de 2015, José Margulies es va declarar culpable dels delictes de crim organitzat, blanqueig de capitals i frau electrònic. Va pactar amb la fiscalia la restitució de 9,2 milions de dòlars. La sentència definitiva va ser programada per al 21 de gener de 2020.
El 21 de gener de 2020, el Tribunal del Districte Oriental de Nova York (EDNY) va condemnar-lo a dos anys de llibertat condicional i a no treballar durant aquest temps en empreses de màrqueting esportiu. La jutgessa Pamela K. Chen va declarar que Margulies havia comès un delicte greu i que havia contribuït a destruir la credibilitat del futbol professional, però que el condemnava a penes lleus pel seu penediment i per lliurar-se i col·laborar amb la justícia estatunidenca.